# Moosbach (Horní Rakousy)
Moosbach je obec v okrese Braunau v rakouské spolkové zemi Horní Rakousy.

## Geografie
Moosbach leží 25 km západně od Ried im Innkreis a 10 km jihovýchodně od Braunau am Inn mezi údolím řeky Inn na severu, Mattigem na západě a lesem Kobernauß na jihu.